# Álvaro González Soberón
Álvaro González Soberón (Potes, 8 de gener de 1990) conegut simplement com a Álvaro, és un futbolista professional càntabre que juga com a defensa central.

## Carrera futbolística
Nascut a Potes, Cantàbria, Álvaro és producte del planter del Racing de Santander, i va fer el debut professional a la temporada 2009-10 de la segona divisió B, quan jugà 23 partits pel Racing de Santander B. Va debutar a La Liga amb el primer equip l'1 de maig de 2011, quan jugà 82 minuts en una victòria a casa per 2–0 contra el RCD Mallorca.
A causa d'algunes lesions dels companys, Álvaro va començar la temporada 2011-12 en l'onze inicial del Racing. Poc abans, havia signat el seu primer contracte professional amb els càntabres.
El 14 de novembre de 2011, el Racing va refusar una oferta de 2 milions d'euros per Álvaro de banda de l'FC Dniprò Dnipropetrovsk. Es va mantenir com a titular durant tota la temporada, fins que perdé la titularitat cap al final.
L'11 de juliol de 2012, Álvaro va signar un contracte de quatre anys amb el Reial Saragossa. El seu primer any fou novament titular, però els aragonesos varen acabar descendint a la segona divisió. El juliol de 2014 el RCD Espanyol va fer oficial el seu fitxatge, per quatre temporades, provinent del Reial Saragossa.

## Palmarès
Espanya sub-21
- Campionat d'Europa de Futbol sub-21 de la UEFA: 2013[8]